# Ferdinand de Lesseps

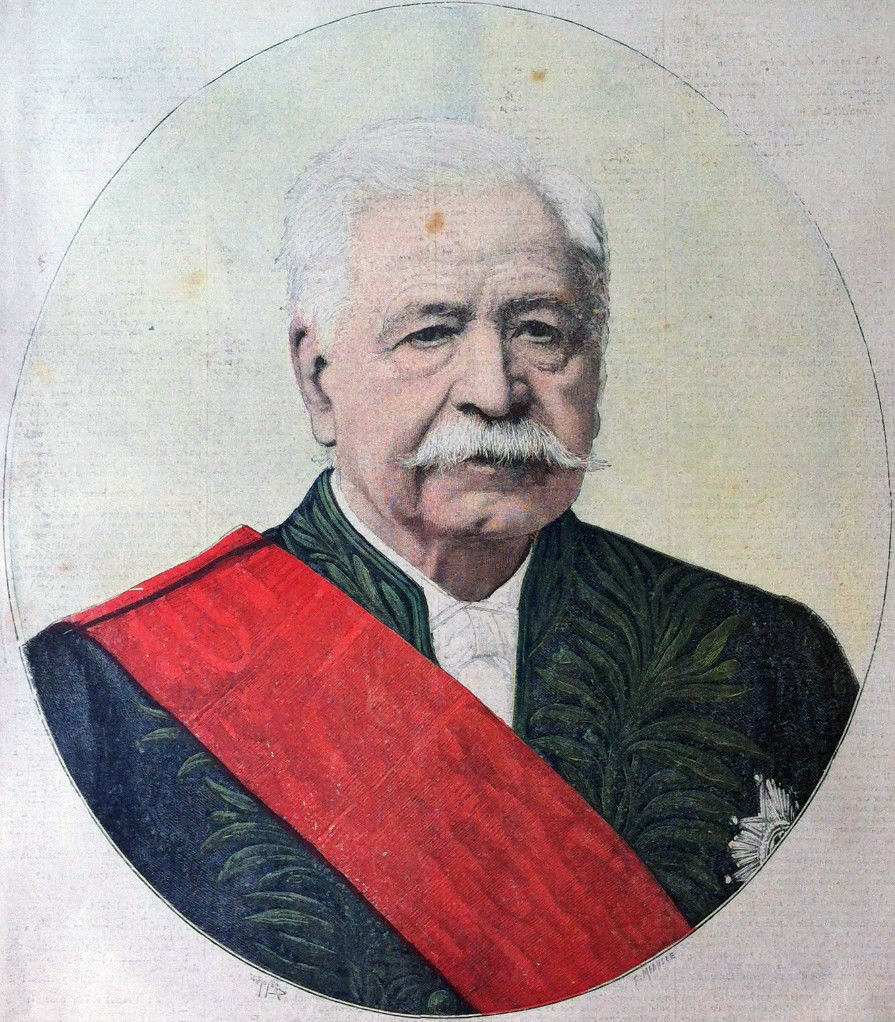
Ferdinand de Lesseps portréja 1894-ből.

Ferdinand de Lesseps (teljes nevén: vicomte de Ferdinand Marie Lesseps) (Versailles, 1805. november 19. – La Chênaie, (Guilly mellett), Indre megye, 1894. december 7.) francia mérnök, diplomata. Nevét a Szuezi-csatorna, majd a Panama-csatorna építésében vállalt szerepe tette ismertté. A Szuezi-csatorna építésének megkezdésekor ő végezte az első csákányütést 1859. április 25-én Port Szaídnál. 1879-ben Párizsban összeült a Nemzetközi Földrajztudományi Társaság és itt határozták el a Panama-csatorna megépítését. A terv kivitelezését Lesseps vállalta, de vállalkozása csődbe ment – főként a várható költségek alul-tervezése miatt –, őt a fiával együtt első fokon elítélték, de a fellebbviteli bíróság az ítéletet megsemmisítette. A Panama-csatorna ügye azonban a megvesztegetés, és a korrupció szimbólumává vált. Innen származik a „panamázás” kifejezés. A korabeli magyar sajtóban Lesseps Ferdinánd néven szerepelt.

## A diplomata Lesseps
Ferdinand de Lesseps apja foglalkozását követve a konzuli pályát választotta, huszonhét éves korában alkonzulként került Kairóba, ahol apja korábban főkonzul volt. Franciaország támogatta a nagyra törő Mohamed Alit, szívesen bocsátott rendelkezésére katonai és polgári szakértőket. Ez az atmoszféra kedvezett a fiatal alkonzulnak, aki hamarosan Mohamed Ali tanácsadója lett, s ami jövendő tervei számára sokkal többet jelent, fiát, Mohamed Szaidot francia nyelvre, céllövésre és lovaglásra oktatta. Itt került a fiatal Lesseps kezébe a Description de l'Egypte. Figyelmét különösen megragadta Le Père tanulmánya, s ettől kezdve a kairói alkonzult, bár újabb állomáshelyekre került, Rotterdamba, Malagába, Barcelonába, Madridba, foglalkoztatta a Szuezi-csatorna megépítésének terve. 1849 elején egy rendkívüli misszióra Rómába küldték. Ezután egy politikai kérdésben nézeteltérése támadt a kormánnyal, emiatt fiatalon, negyvenhárom éves korában rendelkezési állományba került, s vidéki birtokán hozzákezdett tervének megvalósításához. Egyelőre levelezett egyiptomi barátaival, párizsi, londoni, konstantinápolyi ismerőseivel, s azokkal a saint-simonistákkal, akik jelentősebb szerephez jutottak a gazdasági életben.

## A Szuezi-csatorna építője
Lesseps a csatorna megépítésének gondolatával a Description de l'Egypte-ben, Le Père publikációjában találkozott először. A tanulmány megerősítette azt a hitet, amely Hérodotosz óta kísértette a Szuezi-földszoroson keresztül vezető csatorna híveit: a Vörös-tenger szintje alacsonyabb a Földközi-tengernél, Le Père számításai szerint 9,9 méterrel. Le Père Bonaparte Napóleon tábornokkal ment Egyiptomba, s állítását fél évszázaddal később Lesseps mérnökei igazították helyre, megállapítva, hogy alig van különbség a két tenger szintje között.
1849-ben Mohamed Ali halálát követően 1854-ben fia, Mohamed Szaid lett az utóda. Lesseps úgy érezte, hogy elérkezett az ideje. Levélben gratulált fiatalkori barátjának, aki megköszönte a jókívánságokat, s meghívta Lessepset Egyiptomba. Itt volt az alkalom, hogy Lesseps előadja tervét. A válaszra csak néhány napot kellett várni. Mohamed Szaid összehívta az Egyiptomban működő főkonzulokat, s közölte velük szóban, majd néhány nappal később írásba is foglaltatta elhatározását, hogy koncessziót ad Lessepsnek nemzetközi társaság létrehozására és vezetésére, azzal a megbízatással, hogy a Szuezi-földszoros átvágásával építsen csatornát a Földközi-tenger és a Vörös-tenger között. A munkálatok 1859. április 25-én kezdődtek meg, de a török szultán végül csak 1866 márciusában írta alá azt az okiratot, amellyel hivatalosan megerősítette a Szuezi-csatorna Társaságnak adott koncessziót. A csatorna nagy ellenzője Henry John Palmerston, angol miniszterelnök ekkor már nem élt, így az angolok is elfogadták a realitást. Ennek bizonyítéka volt, hogy a walesi herceg, a későbbi VII. Edward király is jelen volt, amikor a Vörös-tenger vizét bevezették a Keserű-tavakba, s az angol sajtó feltűnő hangváltására jellemző volt az a javaslat, hogy „A csatorna, mely Szuez néven ismert, vegye fel dicső alkotója nevét, s hívják ezentúl Lesseps-csatornának.”

## Lesseps és a Panama-csatorna
1879-ben a Panama-csatornát építő társaság Lessepset választotta a vállalkozás vezetőjének. Mivel az építkezés körülményei jelentősen eltértek a Szuezi-csatorna építésének földrajzi és éghajlati körülményeitől az építési költségek jelentősen meghaladták a tervezettet. A társaság pénzügyi csődjét egy ideig kormányzati segítséggel igyekeztek eltitkolni, s emiatt a pénzügyi összeomlás hatalmas botrányt keltett. A krachot bírósági eljárások követték, amelyben először Lessepset is bűnösnek találták, ám a másodfokú bíróság végül felmentette a vádak alól.
Lesseps 1885-ben a Francia Akadémiának is tagja lett. Magánélete is rendeződött, 1869-ben, 64 évesen még egyszer megnősült és fiatal felesége 12 gyermekkel ajándékozta meg.

## Érdekesség
Ferdinand de Lesseps későn született lányának, Giselle-nek unokája Robert La Caze autóversenyző, aki többek között részt vett az 1958-as Formula–1 marokkói nagydíjon.